# Фоллс-Сіті (Небраска)
Фоллс-Сіті (англ. Falls City) — місто (англ. city) в США, в окрузі Річардсон штату Небраска. Населення — 4133 особи (2020).

## Географія
Фоллс-Сіті розташований за координатами 40°3′51″ пн. ш. 95°35′54″ зх. д. / 40.06417° пн. ш. 95.59833° зх. д. (40.064173, -95.598410).  За даними Бюро перепису населення США в 2010 році місто мало площу 7,90 км², з яких 7,89 км² — суходіл та 0,01 км² — водойми. В 2017 році площа становила 8,65 км², з яких 8,63 км² — суходіл та 0,01 км² — водойми.

### Клімат
| Клімат : Фоллс-Сіті     | Клімат : Фоллс-Сіті | Клімат : Фоллс-Сіті | Клімат : Фоллс-Сіті | Клімат : Фоллс-Сіті | Клімат : Фоллс-Сіті | Клімат : Фоллс-Сіті | Клімат : Фоллс-Сіті | Клімат : Фоллс-Сіті | Клімат : Фоллс-Сіті | Клімат : Фоллс-Сіті | Клімат : Фоллс-Сіті | Клімат : Фоллс-Сіті | Клімат : Фоллс-Сіті |
| Показник                | Січ.                | Лют.                | Бер.                | Квіт.               | Трав.               | Черв.               | Лип.                | Серп.               | Вер.                | Жовт.               | Лист.               | Груд.               | Рік                 |
| Абсолютний максимум, °C | 21,7                | 26,7                | 32,2                | 35,6                | 38,3                | 41,7                | 42,8                | 42,8                | 43,9                | 35,6                | 28,3                | 23,9                | 43,9                |
| Середній максимум, °C   | 2,2                 | 5,0                 | 11,7                | 18,3                | 23,9                | 28,9                | 31,7                | 30,6                | 26,1                | 19,4                | 11,1                | 3,3                 | 17,7                |
| Середня температура, °C | −2,8                | −0,6                | 5,6                 | 11,7                | 17,8                | 22,8                | 25,6                | 24,4                | 19,4                | 12,8                | 5,0                 | −1,7                | 11,7                |
| Середній мінімум, °C    | −8,3                | −6,1                | −0,6                | 5,0                 | 11,7                | 16,7                | 18,9                | 17,8                | 12,2                | 6,1                 | −1,1                | −6,7                | 5,5                 |
| Абсолютний мінімум, °C  | −28,9               | −27,8               | −27,2               | −13,3               | −1,7                | 3,9                 | 5,0                 | 5,0                 | −3,9                | −11,1               | −20                 | −33,9               | −33,9               |
| Норма опадів, мм        | 17                  | 25                  | 59                  | 81                  | 116                 | 124                 | 128                 | 103                 | 90                  | 67                  | 50                  | 25                  | 885                 |
| ----------------------- | ------------------- | ------------------- | ------------------- | ------------------- | ------------------- | ------------------- | ------------------- | ------------------- | ------------------- | ------------------- | ------------------- | ------------------- | ------------------- |
| Джерело:                |                     |                     |                     |                     |                     |                     |                     |                     |                     |                     |                     |                     |                     |

## Демографія
Згідно з переписом 2010 року, у місті мешкало 4325 осіб у 1931 домогосподарстві у складі 1127 родин. Густота населення становила 547 осіб/км².  Було 2190 помешкань (277/км²).
Расовий склад населення:
| - 93,1 % — білих - 3,2 % — корінних американців - 0,5 % — азіатів - 0,3 % — чорних або афроамериканців |

До двох чи більше рас належало 2,5 %. Частка іспаномовних становила 1,5 % від усіх жителів.
За віковим діапазоном населення розподілялося таким чином: 23,4 % — особи молодші 18 років, 53,2 % — особи у віці 18—64 років, 23,4 % — особи у віці 65 років та старші. Медіана віку мешканця становила 44,4 року. На 100 осіб жіночої статі у місті припадало 91,2 чоловіків;  на 100 жінок у віці від 18 років та старших — 84,8 чоловіків також старших 18 років.
Середній дохід на одне домашнє господарство  становив 47 523 долари США (медіана — 38 419), а середній дохід на одну сім'ю — 58 384 долари (медіана — 55 078). Медіана доходів становила 40 965 доларів для чоловіків та 32 083 долари для жінок. За межею бідності перебувало 26,3 % осіб, у тому числі 46,9 % дітей у віці до 18 років та 15,1 % осіб у віці 65 років та старших.
Цивільне працевлаштоване населення становило 1930 осіб. Основні галузі зайнятості: освіта, охорона здоров'я та соціальна допомога — 24,4 %, публічна адміністрація — 10,2 %, транспорт — 9,5 %, науковці, спеціалісти, менеджери — 9,1 %.